# Lista de presidentes de Singapura
O presidente de Singapura é o chefe de Estado do país. Em sistemas parlamentares como o sistema de Westminster, utilizado por Singapura, o primeiro-ministro é o chefe de governo enquanto a posição de presidente é meramente cerimonial. Antes de 1993, o presidente era eleito pelo parlamento, com o poder executivo nas mãos do primeiro-ministro. A bandeira do presidente é uma faixa do brasão de armas do país. O presidente é um chefe de Estado constitucional, com obrigações semelhantes àquelas do monarca britânico, apesar de que mudanças na Constituição fizeram com que a pessoa que está no cargo tenha maiores poderes reserva. A residência oficial do presidente é chamada de Istana. Apesar do presidente ser eleito por sufrágio universal, o Partido da Ação Popular de Singapura, que controla o poder político no país e é chefiado pelo primeiro-ministro Lee Hsien Loong, vem desqualificando todos os candidatos, exceto um, para concorrer ao cargo.
O cargo de presidente foi criado em 1965, após Singapura ter se tornado uma república após deixar a Federação da Malásia no mesmo ano. Substituiu o cargo de Yang di-Pertuan Negara, que tinha sido criado quando Singapura ganhou governo próprio em 1959. O último Yang di-Pertuan Negara, Inche Yusuf bin Ishak, tornou-se o primeiro presidente. Foi substituído por Benjamin Henry Sheares, que serviu como presidente até sua morte em 1981, quando foi sucedido por Chengara Veetil Devan Nair. Devido à problemas pessoais, Nair renunciou de seu cargo em 1985 e foi substituído por Wee Kim Wee, que serviu como presidente até 1993.
Em janeiro de 1991, a Constituição de Singapura recebeu uma emenda que permitiu a eleição popular do presidente. O primeiro presidente eleito diretamente foi Ong Teng Cheong, antigo ministro do gabinete. Ele serviu como presidente de 1º de setembro de 1993 até 31 de agosto de 1999.
A presidente atual é Tharman Shanmugaratnam, desde setembro de 2023.